# Lena Kallenberg
Lena Kallenberg, född 26 augusti 1950 i Stockholm, är en svensk författare.

## Biografi och författarskap
Lena Kallenberg har skrivit bland annat romanerna Apelsinflickan och Stockholmskärlek, vilka är breda Stockholmsskildringar i Fogelströms anda och handlar om unga flickor som tvingats till prostitution i 1800-talets Stockholm. Romanen Coola krogen (2005) handlar om en ung flickas första steg i arbetslivet inom restaurangbranschen. Romanen Elena och Europa (2007) handlar om en ung polsk familj där mannen tvingas arbetspendla till Sverige och diskuterar ett framtida B-lag på arbetsmarknaden. Södermorsor, en dagboksroman (2010) handlar om ensamma mammor i skarven till 80-talet, när "satsa på dig själv"-andan lanserades. 
Romanen Farmors son skildrar tre generationer som har försökt att göra världen lite bättre, den spänner från hungerupproren 1917 över motståndet mot nazismen under andra världskriget till Vietnamrörelsens 1970-tal och berör händelser i författarens familj. Romanen Min mamma hade många inneboende utspelas på Söder under tidigt 1960-tal, kalla krigets tid. En ung flicka håller på att bli vuxen i ett hem där modern hyr ut åt arbetskraftsinvandrare. Hela Europa kommer till köket på ont och gott.
Lena Kallenberg fick Bernspriset 2010 med motiveringen "för att hon med inlevelse, historisk kunskap och en skarp blick för de sociala orättvisorna i flera tidstrogna romaner har skildrat utsatta kvinnor i Stockholm från 1880-talets prostituerade Apelsinflickor till 1980-talets ensamma dubbeljobbande Södermorsor".
Lena Kallenberg bor och arbetar i Stockholm och Hallstavik.

## Priser och utmärkelser
- Södermalms Arbetarinstituts stipendium
- Upplands Landstings kulturstipendium
- 2004: LO:s kulturpris
- 2010: Bernspriset
- 2015: Kerstin Hed-priset[1]
- 2015: Stig Sjödinpriset
- 2020: Ivar Lo-priset[2]